# خوان فویث

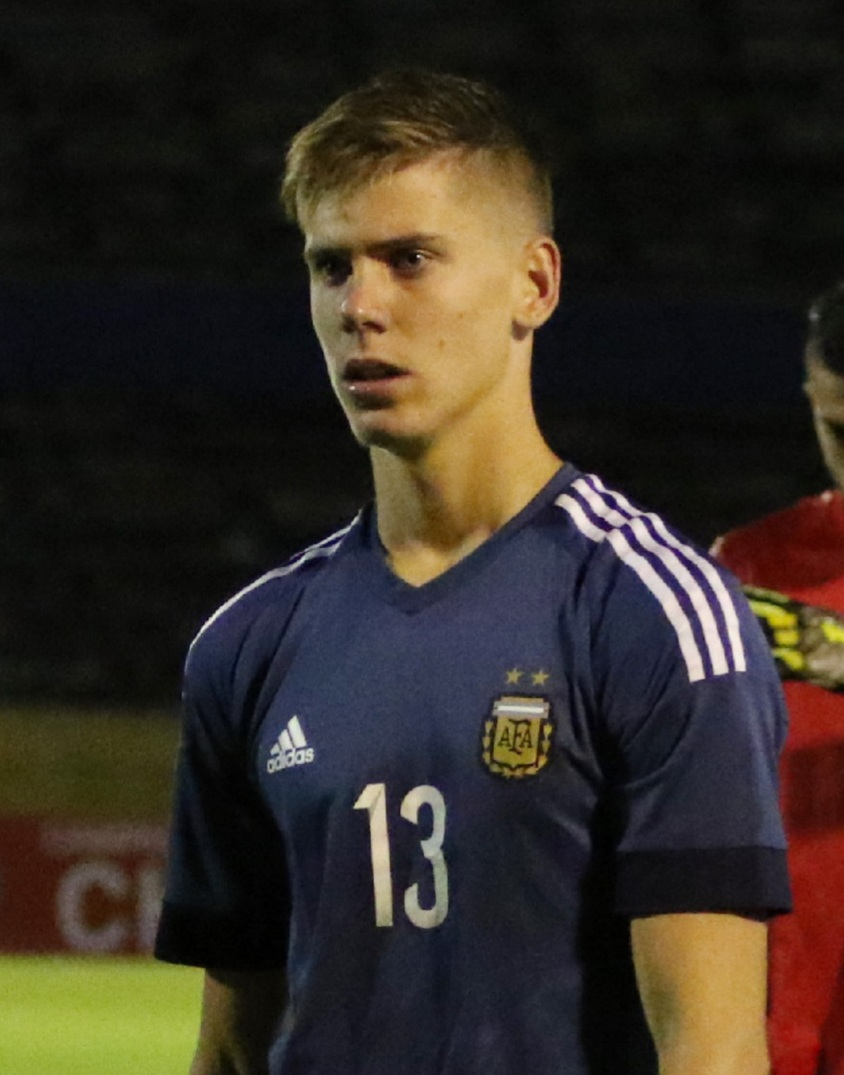
خوان مارکوس فویث - ۲۰۱۷

خوان مارکوس فویث (به اسپانیایی:Juan Foyth)، (زادهٔ ۱۲ ژانویه ۱۹۹۸) یک بازیکن فوتبال اهل آرژانتین است که در باشگاه فوتبال ویارئال بازی می‌کند.
وی سابقه بازی در استودیانتس و تاتنهام را دارد
وی همچنین در تیم ملی فوتبال آرژانتین نیز بازی می کند

## عملکرد بین‌المللی

### استودیانتس د لا پلاتا
فویث چند سالی در آکادمی جوانان بازی کرد و ابتدا به عنوان هافبک تهاجمی شروع کرد و سپس قبل از ۱۶ سالگی به پست مدافع مرکزی نقل مکان کرد. او اولین قرارداد حرفه ای خود را در ژانویه سال ۲۰۱۷ منعقد کرد که وی را تا ژوئن ۲۰۱۹ به این باشگاه پیوند داد. او اولین بازی در لیگ برتر خود را در ۱۹ مارس ۲۰۱۷ در برابر پاتروناتو ساله انجام داد. وی در ادامه رقابت‌های خود شش بار دیگر در لیگ حضور داشت و دو بازی دیگر نیز در کوپا سود امریکانا انجام داد.

### تاتنهام هاتسپر
فویث با مبلغ ۸ میلیون پوندی در تاریخ ۳۰ اوت ۲۰۱۷ با قراردادی ۵ ساله تا سال ۲۰۲۲ به تاتنهام هاتسپر پیوست. او اولین بازی خود را برای این باشگاه در تاریخ ۱۹ سپتامبر ۲۰۱۷ در بازی جام اتحادیه برابر بارنزلی انجام داد که تاتنهام با نتیجه ۱ بر ۰ به پیروزی رسید. او در ۳ نوامبر ۲۰۱۸ با پیروزی ۳–۲ مقابل ولورهمپتون واندررز، اولین بازی خود را برای این باشگاه در لیگ برتر رقم زد و در آنجا دو پنالتی به حریف داد که هر دو تبدیل به گل شدند. در دیدار بعدی خود در لیگ برتر، در یک بازی خارج از خانه مقابل کریستال پالاس، او اولین گل حرفه ای خود را به ثمر رساند و تاتنهام را با نتیجه ۱–۰ پیروز کرد.

## عملکرد بین‌المللی
فویث در آرژانتین متولد شد، از تبار لهستان است و دارای گذرنامه لهستانی است. فویث برای تیم ملی فوتبال زیر ۲۰ سال آرژانتین بازی کرد. در سال ۲۰۱۷، وی ۱۲ بازی برای تیم ملی جوانان انجام داد: ۹ بازی در مسابقات قهرمانی فوتبال جوانان آمریکای جنوبی ۲۰۱۷ در اکوادور و سه مورد دیگر نیز در مسابقات جهانی زیر ۲۰سال فیفا ۲۰۱۷.
فویث اولین فراخوان خود را به تیم ملی بزرگسالان فوتبال آرژانتین برای تعدادی از بازی‌های دوستانه که در اکتبر ۲۰۱۸ انجام می‌شود دریافت کرد. او اولین بازی خود را در تاریخ ۱۶ نوامبر ۲۰۱۸ در یک بازی دوستانه مقابل مکزیک انجام داد و در آن بازی آرژانتین را به پیروزی ۲–۰ رساند. او برنده جایزه بهترین بازیکن مسابقه شد و از عملکرد وی در این مسابقه ستایش گسترده‌ای به عمل آمد. فویث در مسابقات کوپا آمریکا ۲۰۱۹ برای این تیم انتخاب شد و اولین بازی خود را در این رقابت‌ها در بازی مقابل قطر انجام داد. وی در سه بازی دیگر از جمله مرحله نیمه نهایی که با نتیجه ۲ بر صفر به برزیل از دست داده بودند و بازی رده‌بندی برابر شیلی که آنها با نتیجه ۲ بر یک پیروز شدند، به عنوان یک دفاع راست بازی کرد.

## زندگی شخصی
فویث در ژوئیه سال ۲۰۱۹ با نامزد دیرینه خود آریانا آلونسو در لا پلاتا، آرژانتین ازدواج کرد.

## افتخارات

#### تاتنهام هاتسپر
- مدال نقره لیگ قهرمانان اروپا:۱۹–۲۰۱۸